# Barylypa simulata
Barylypa simulata är en stekelart som beskrevs av Dasch 1984. Barylypa simulata ingår i släktet Barylypa och familjen brokparasitsteklar. Inga underarter finns listade.